# طور النمو الأول
طور النمو الأول أو G1 phase فترة في الطور البيني للخلية تلي مرحلة الانقسام غير المباشر مباشرة وتسبق طور التركيب، تنمو فيها الخلية ويتضاعف حجمها و عدد عضياتها قبل مرحلة تضاعف الحمض النووي في طور التركيب s phase.
يتكون طور النمو الأول من أربعة أطوار فرعية.